# Chiesa di San Francesco d'Assisi (Castello, Porpetto)
La chiesa di San Francesco d'Assisi è la parrocchiale di Castello, in provincia ed arcidiocesi di Udine; fa parte della forania della Bassa Friulana. L'edificio sorge su un'altura situata nel centro del paese.

## Storia
La prima notizia di una chiesa a Castello, alla quale era annesso un convento dei francescani, risale al 1290. Sembra che questa chiesa venne riedificata nel XIV secolo. 
L'edificio attuale venne costruito, invece, nel corso del XVII secolo.
Venne restaurato nel 2005.